# La Scala (marque)
Pour la salle de spectacle parisienne, voir La Scala (Paris). Pour les autres homonymies, voir Scala.
La Scala est une marque déclinée en deux lieux — La  Scala Paris et La Scala Provence — et un label de musique, Scala Music. L'ensemble appartient à la SAS Les Petites Heures, présidée par Mélanie Biessy. Son mari, Frédéric Biessy, en assume la direction artistique. 

## La Scala Paris

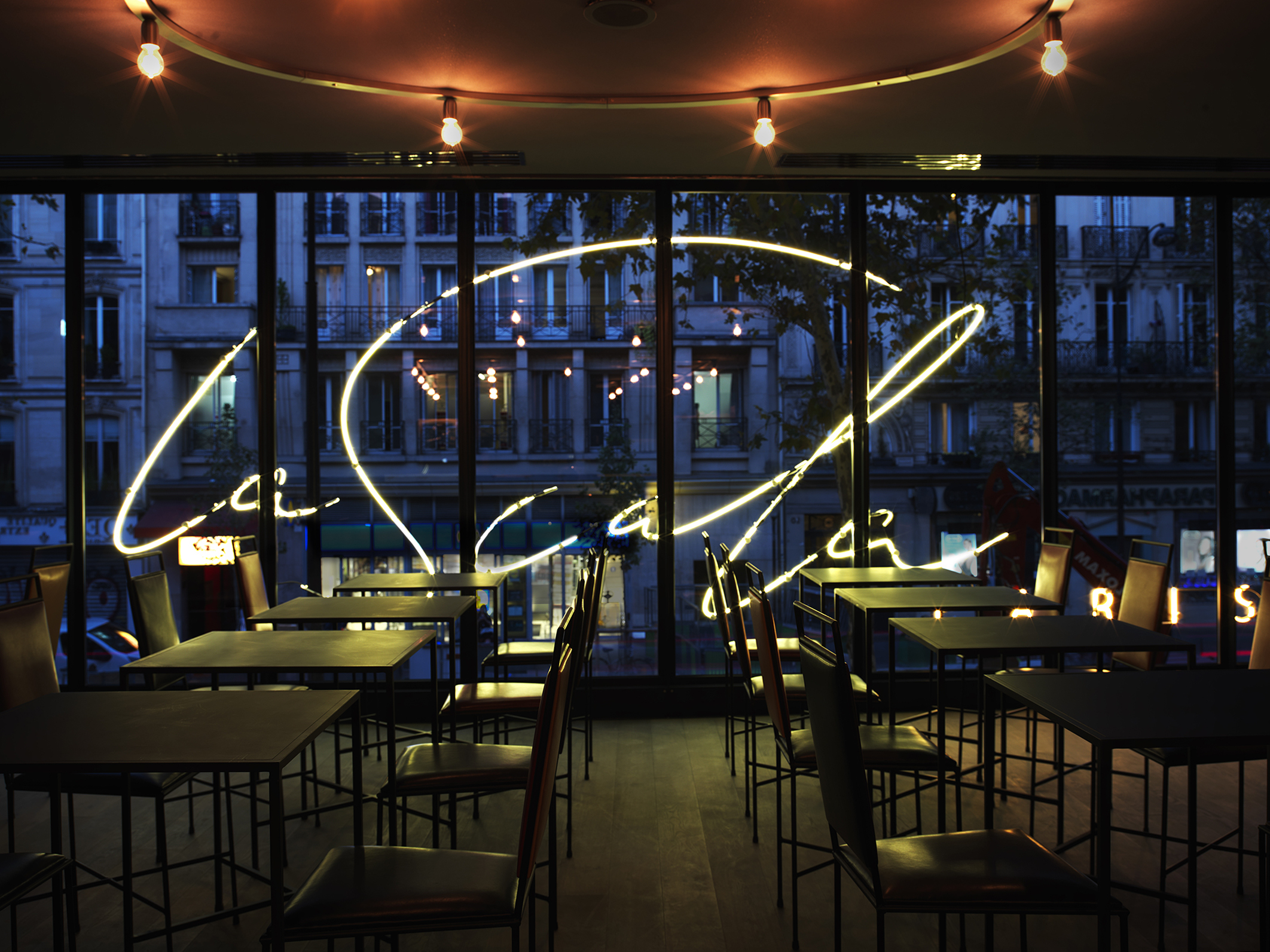
La Scala Paris.

La Scala Paris est un ancien café-concert puis cinéma parisien situé 13 boulevard de Strasbourg dans le 10e arrondissement de Paris. Fermé en 2009, il est racheté le 12 février 2016 par Mélanie et Frédéric Biessy qui en font un théâtre consacré aux arts de la scène, à la musique et aux arts visuels ouvert aux créations françaises et internationales.

## La Scala Provence

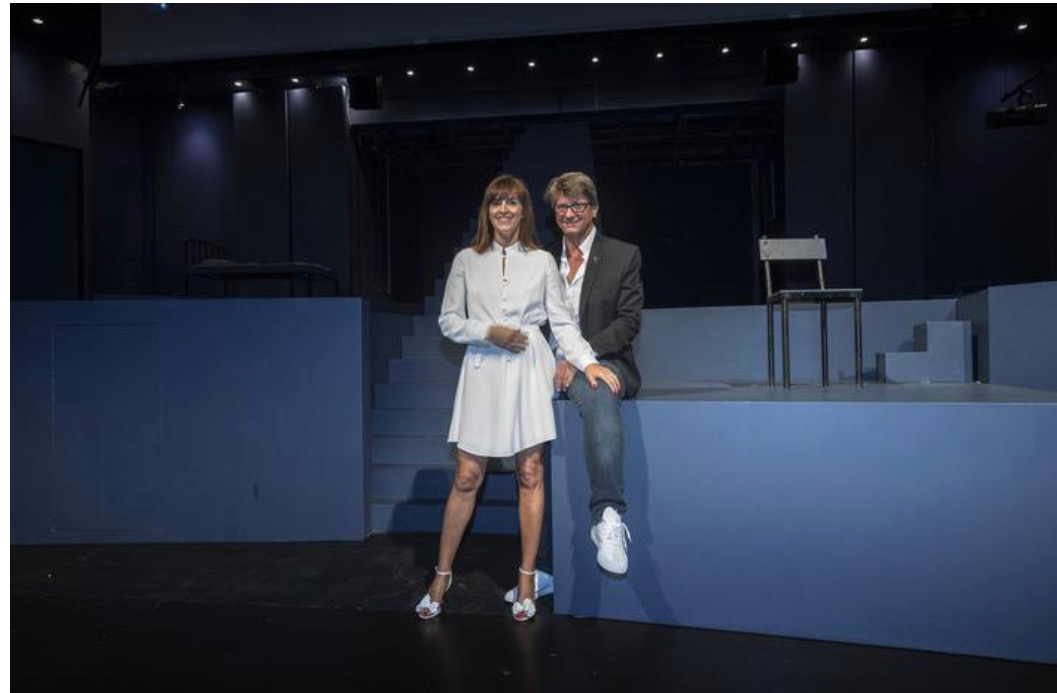
Mélanie et Frédéric Biessy, présidente et directeur général de La Scala.

En 2021, Mélanie et Frédéric Biessy rachètent un cinéma historique d'Avignon, Le Capitole, qu'ils restaurent en conservant toutefois les quatre salles. Ils rebaptisent le lieu Scala Provence. L'enjeu est de créer un lieu de résidence pour les artistes qui se produisent notamment dans leur salle parisienne, d'accueillir un label, Scala Music, et de participer au festival Off d'Avignon.
Le lieu est inauguré au début du mois de juillet 2022, à la veille de l'ouverture du Festival d'Avignon, en présence notamment des anciennes ministres Roselyne Bachelot et Françoise Nyssen, amie du couple Biessy et à l'origine du rachat du Capitole, ainsi que de Tiago Rodrigues, qui prend la tête du Festival d'Avignon au cours de l'été 2022.

## Scala Music

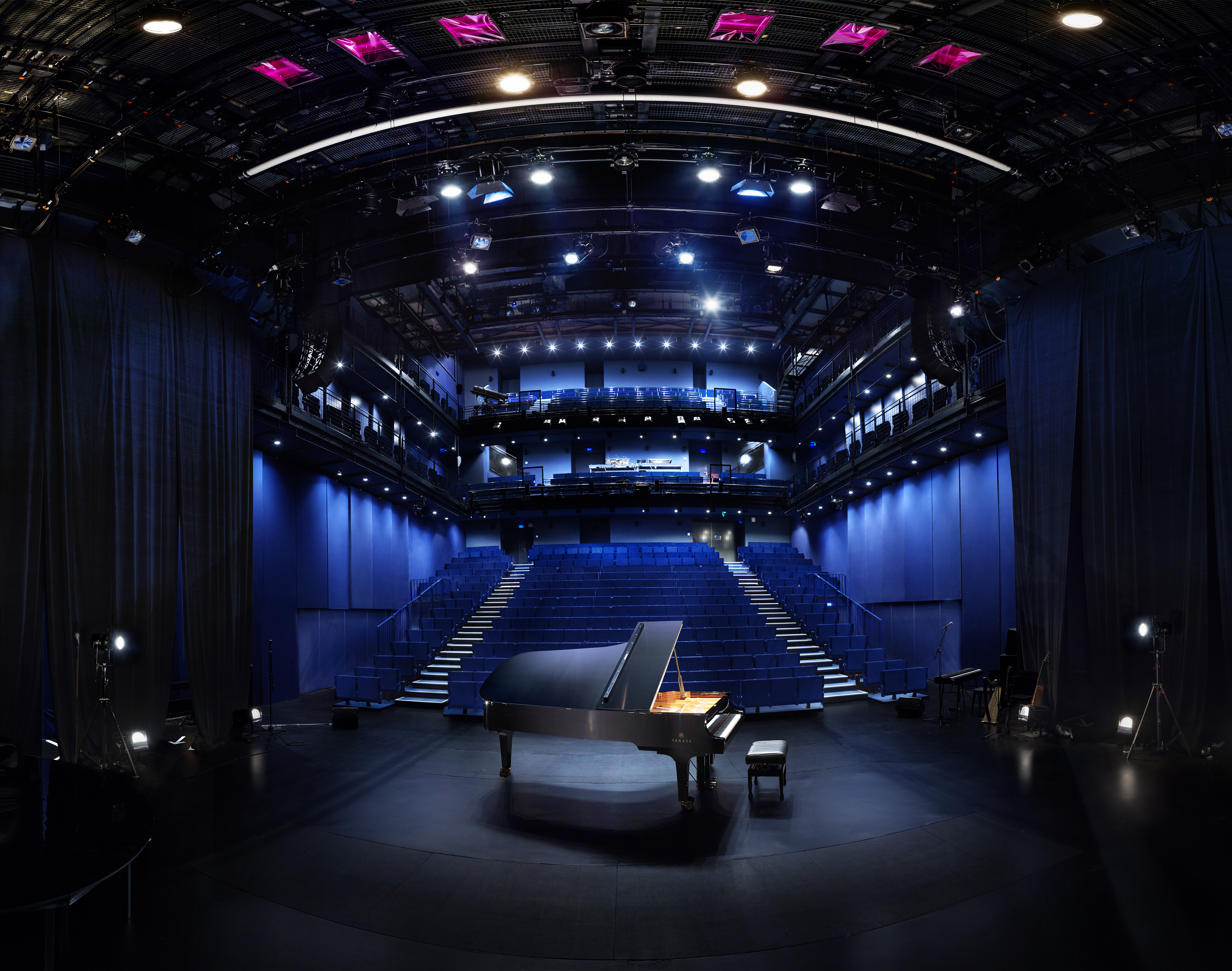
La Scala Paris.

Scala Music est un label de musique lancé en décembre 2022, produisant et accompagnant des compositeurs contemporains ainsi que des ensembles émergents ou reconnus. Parmi les artistes produits : Simon McBurney, Krystian Lupa, Luc Bondy, Bartabas, Yoann Bourgeois, Kaori Ito et James Thierrée.